# Трюбнер, Николай
Николай Трюбнер, реже Николаус Трюбнер (12 июня 1817, Гейдельберг — 30 марта 1884, Лондон), — немецко-английский издатель, книготорговец и лингвист-востоковед. Положил основание библиографии США. Его лондонская книготорговая фирма занималась продажей и рассылкой по Европе печатных изданий опального Герцена.

## Биография
Родился в Гейдельберге 17 июня 1817 года, старший из четырёх сыновей городского ювелира. Получил образование в гимназии. Рано проявил пристрастие к учёбе, и его родители, не имея возможности дать ему университетское образование, поместили его в 1831 году в лавку Мора, книготорговца из Гейдельберга.
За шесть лет работы в лавке встречался со многими образованными людьми, успешно работал с издательскими домами «Ванденгук и Рупрехт» в Гёттингене, «Гофманом и Кампе» в Гамбурге и Вильманом во Франкфурте, что принесло ему опыт и расширило его знания немецкой литературы и учёных. Во Франкфурте Уильям Лонгман был поражён способностями молодого Трюбнера и предложил работу в его компании «Longman’s» в качестве зарубежного клерка. В этой должности Николай прибыл в Лондон в 1843 году с пустыми карманами. Работая на «Longman’s», он обучался английскому языку и местной книжной торговле и подготовился к открытию собственного бизнеса.
В 1851 году он вступил в партнёрство с Томасом Дельфом, преемником американского литературного агентства «Wiley & Putnam», но поначалу предприятие провалилось. Однако после того, как к нему присоединился Дэвид Натт, бизнес упрочился, и американская торговля наладилась.
Начав публиковать с 1855 года собственный «Библиографический справочник по американской литературе» (четыре года спустя разросшийся в пять раз по сравнению с первоначальным), Трюбнер лично посетил Соединённые Штаты и установил постоянные связи с ведущими американскими писателями и издателями. В 1857 году он отредактировал и дополнил рукописную работу своего друга Германа Людвига «Литература на языках американских аборигенов». Сохраняя свои связи с Америкой, по мере расширения бизнеса Трюбнер смог удовлетворить своё увлечение более серьёзной литературой.
Больше всего он интересовался филологией, философией, религиями и, прежде всего, востоковедением. В Лондоне он изучал санскрит у Гольдштюкера и иврит у Бениша. Как увлечённый лингвист, компетентный критик и отличный библиограф, он собрал вокруг себя группу выдающихся учёных и публиковал научные труды, которые другие издатели вряд ли бы рискнули печатать, что принесло ему широкую популярность.
Его дом был прибежищем учёных и выдающихся людей разных народов. В круг его общения входили: драматург Дуглас Джерролд, философ и критик Д. Г. Льюис, путешественник Хепворт Диксон, эссеист У. Р. Грег, издатель и писатель Дж. Доран, американский прозаик и поэт Брет Харт. Говоря о его социальном обаянии, Луи Блан сказал: «Trübner est une bouche d’or» (У Трюбнера золотой рот). Его заслуги в области образования были признаны иностранными правителями, сделавшими его кавалером орденов (орден короны Пруссии, орден Саксен-Эрнестинского дома, Императорский австрийский орден Франца Иосифа, норвежский орден Святого Олафа, баденский орден Церингенского льва и сиамский орден Белого слона).
Он умер в своём доме 30 марта 1884 года, оставив одну дочь.

## Труды
- 16 марта 1865 г. выпустил первый ежемесячный номер «Американских и восточных записей Трюбнера», ставший удобным подспорьем для распространения учёных знаний.
- В 1878 году начал выпуск «Восточной серии Трюбнера» — собрания работ ведущих авторитетов по всем отраслям восточного образования, при его жизни было опубликовано почти пятьдесят томов.
- Его «Британская и зарубежная философская библиотека» выполняла аналогичную задачу для иного направления исследований.
- В 1872 году он подготовил «Каталог словарей и грамматик основных языков и диалектов мира», расширенное издание которого появилось в 1882 году.

Он также издавал многочисленные языковые и научные каталоги.
Его собственные работы включают, помимо упомянутых каталогов и библиографий, также переводы:
- с фламандского — «Очерки фламандской жизни» Хендрика Консианса (1846),
- с немецкого — части «Жизни Джордано Бруно» Брунхофера[нем.],
- с немецкого — «Die Schweden in Rippoldsau» Шеффеля (Joseph Viktor von Scheffel),
- с немецкого — «Вечные законы нравственности» Экштейна (Eckstein);

а также публикацию мемуаров Жозефа Октава Делепьера (Joseph Octave Delepierre), бельгийского консула в Лондоне, на дочери которого он был женат.
Он также собирал материалы по торговой истории классической литературы.